# Gianpaolo Tescari
Gianpaolo Tescari, né à Milan le 23 juin 1946, est un producteur de télévision, réalisateur de cinéma et de télévision, scénariste, metteur en scène de théâtre et critique de cinéma italien.

## Biographie
Gianpaolo tescari obtient un diplôme en esthétique auprès d'Enzo Paci. En tant que critique, il a participé  à la revue Ombre rosse (it), une revue de cinéma dirigée par Goffredo Fofi.
A la fin des années 1970, il réalise des documentaires, des publicités sur la télévision, des films au cinéma et à la télévision.

## Filmographie

### Cinéma
- 1992 : Tous les hommes de Sara (Tutti gli uomini di Sara) - réalisateur
- 2005 : Gli occhi dell'altro

### Télévision
- 1995 : Ho un segreto con papà (Mr. Dog), téléfilm
- 1996 : Il caso Fenaroli, téléfilm
- 2000-2003 : La squadra (it), série télévisée
- 2002 : Tre casi per Laura C (it), mini-série télévisée
- 2002 : Onora il padre, mini-série télévisée
- 2008-2009 : Terapia d'urgenza (it), série télévisée
- 2009 : Nebbie e delitti 3, série télévisée
- 2023 : La porta rossa - Troisième saison (it)
- 2023 : Il commissario Ricciardi (it), série télévisée, seconde saison

### Courts-métrages
- 1988 : Body & Soul
- 1991 : Dedra in sogno
- 1997 : Il primo estratto

### Documentaires
- 1976 : Oskar Kokoschka
- 1976 : Die Naiven der Welt: italien
- 1978 : Invece della famiglia
- 1984 : Vigilia azzurra
- 1984 : Rosso Ferrari
- 1986 : Sei forme di luce
- 1987 : Ferrari 40
- 1991 : Il caso Pecorelli
- 1995 : Les Ingenieurs avant Léonardo
- 1998 : Carmina Burana
- 1998 : Psalmi Davidici
- 1998 : Brown Bach m.o. Bach Brown
- 1999 : Bach Brown Monteverdi - Trisha - Monteverdi Brown Bach
- 2000 : Armonie dell'estasi

## Théâtre
- 1997 : Rebecca e il prete, de Daniela Morelli, Tindari.